# Juliane Robra
Juliane Robra (ur. 8 stycznia 1983) – szwajcarska judoczka. Olimpijka z Londynu 2012, gdzie zajęła dziewiąte miejsce w wadze średniej.
Siódma na mistrzostwach świata w 2009; uczestniczka zawodów w 2007, 2011, 2014 i 2015. Startowała w Pucharze Świata w latach 2006–2011, 2013, 2015, 2016. Brązowa medalistka mistrzostw Europy w 2010 i 2012; piąta w 2013. Siódma na igrzyskach europejskich w 2015. Druga na ME U-23 w 2005 roku.

## Letnie Igrzyska Olimpijskie 2012
| Konkurencja | Eliminacje            | Klas. końcowa |
| Konkurencja | Przeciwnik I          | Miejsce       |
| ----------- | --------------------- | ------------- |
| 70 kg       | Barbara Harel (KOR) P | 9.            |